# Johan Bertilsson
Johan Bertilsson (ur. 15 lutego 1988 w Hova) – szwedzki piłkarz występujący na pozycji pomocnika w klubie IF Karlstad Fotboll. Wychowanek Hova IF, w trakcie swojej kariery reprezentował także barwy Carlstad United, Degerfors, Kalmar oraz Jönköpings Södra. Od stycznia 2014 do lata 2014 roku zawodnik Zagłębia Lubin. Ma za sobą występy w młodzieżowych reprezentacjach Szwecji do lat 17 oraz do lat 19.